# József Földessy
József Földessy (10. srpna 1886 Komárno – ???) byl československý politik maďarské národnosti a meziválečný poslanec Národního shromáždění za Maďarsko-německou sociálně demokratickou stranu.

## Biografie
Podle údajů k roku 1920 byl profesí podnotářem v Komárně.
Po parlamentních volbách v roce 1920 získal za Maďarsko-německou sociálně demokratickou stranu mandát v Národním shromáždění.